# Robert Brudar
Robert Brudar (1963) è un ex sciatore alpino bosniaco naturalizzato canadese che a inizio carriera gareggiò per la nazionale jugoslava.

## Biografia
Brudar, specialista delle prove veloci originario di Sarajevo, vinse il titolo nazionale jugoslavo nella discesa libera nel 1986 e gareggiò anche in Coppa del Mondo, senza ottenere risultati di rilievo. In seguito si trasferì in Canada, a Vancouver, e nel 2023 tornò a gareggiare prendendo parte anche ad alcune prove di Nor-Am Cup, senza ottenere risultati di rilievo. Non prese parte a rassegne olimpiche o iridate.

## Palmarès

### Campionati jugoslavi
- 1 medaglia (dati parziali)[1]:
  - 1 oro (discesa libera nel 1986)